# Fritz-Reuter-Schule (Kiel)
Die Fritz-Reuter-Schule Kiel ist eine Grundschule im Kieler Stadtteil Pries.

## Geschichte
Die Fritz-Reuter-Schule besteht seit 1816. Die ehemalige Volksschule Pries ist der Vorreiter aller später gegründeten Schulen nördlich des Nord-Ostsee-Kanals. 1911 entstand der Altbau der heutigen Schule. 1958 erhielt die Schule mit der Vollendung des Erweiterungsbaus den Namen nach Fritz Reuter. Sie ist seit 1975 eine reine Grundschule.
Durch die Zusammenlegung der Fritz-Reuter-Schule mit der Heinrich-von-Stephan-Schule im Nachbarstadtteil Friedrichsort ab August 2004 wurden Neubauten und Umbauten erforderlich. Der Bau einer Turnhalle nebst Mensa, fünf Klassenräumen und Gruppenräumen auf dem Gelände der Fritz-Reuter-Schule wurde im Herbst 2006 abgeschlossen.
Das Schulgebäude ist eingetragen in die Liste der Kulturdenkmale in Kiel-Pries.

## Konzept
Neben der Möglichkeit zur Mittagsverpflegung bietet die Offene Ganztagsschule Friedrichsort den Schülern eine Reihe von Angeboten. Hausaufgabenhilfe- und Betreuung sowie die Möglichkeit zur Teilnahme an verschiedenen Aktivitäten und Kursen wie z. B. Sport, Basteln, Kochen, Computer, Holzarbeiten, Steinarbeiten usw.